# سرژ هود

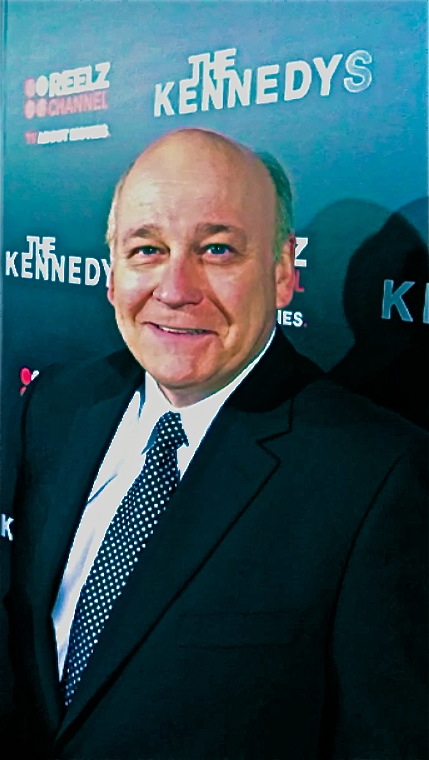
بازیگر کانادایی ۷۰ ساله

سرژ هود (به انگلیسی: Serge Houde) (زاده ۱۹۵۳) بازیگر کانادایی است.
از فیلم‌های معروف او می‌توان به بازی در فیلم شغال اشاره کرد.